# Tabeguache
Tabeguache (Uncompahgre) /tabeguache, nastalo kontrakcijom od Mo-a-wa-ta-ve-wach = 'people living on the warm side of the mountain'  (Hrdlička),/ plemenska skupina Ute Indijanaca nekada naseljena na jugozapadu Colorada, uglavnom oko Los Pinosa, uključujući i rijeke Gunnision i Uncompahgre i planine Elk Mountains. Godine 1885. bilo ih je pod tim imenom 1,252 na agenciji Ouray u istočnom Utahu. Danas se službeno vode pod imenom Uncompahgre Ute a 1909. bilo ih je 469 na agenciji Uintah & Ouray.

## Vanjske poveznice
- Chief Ouray of the Uncompagre Ute's
- The Northern Utes of Utah  Arhivirana inačica izvorne stranice od 8. svibnja 2016. (Wayback Machine)